# Seznam hřbitovů v Brně
Toto je seznam hřbitovů v Brně. Na území Brna se nachází celkem 12 funkčních hřbitovů. Veřejných pohřebišť je 11 a spravuje je městská příspěvková organizace Správa hřbitovů města Brna. Židovský hřbitov je jako neveřejné pohřebiště v majetku Židovské obce Brno. Dále se ve městě nachází pět samostatných vojenských pohřebišť z konce druhé světové války.

## Funkční pohřebiště

### Funkční hřbitovy
| Hřbitov       | Snímek             | Galerie                                                        | Umístění                    | Poloha                           | Zpro- vozněn | Rozloha [m²] (stav 2010) | Hrobů (stav 2010) | Pohřbených (stav 2010) | Rozptylů (stav 2010) | Vsypů (stav 2010) | Poznámky | Zdroje               |
| ------------- | ------------------ | -------------------------------------------------------------- | --------------------------- | -------------------------------- | ------------ | ------------------------ | ----------------- | ---------------------- | -------------------- | ----------------- | --- | -------------------- |
| Jehnický      |                    |                                                                | Jehnice, ul. Havláskova     | 49°16′15″ s. š., 16°36′7″ v. d.  | 1892         | 2700                     | 224               | 468                    | —                    | —                 | nejmenší brněnský hřbitov, rozšířen 2019 | [ 2 ] [ 3 ] [ 4 ]    |
| Komínský      | Komínský hřbitov   | Kategorie „Cemetery in Brno-Komín“ na Wikimedia Commons        | Komín, ul. Chaloupky        | 49°13′22″ s. š., 16°33′31″ v. d. | 1999         | 21 847                   | 789               | 1015                   | 95                   | —                 | obnoven v místě zrušeného hřbitova, má rozptylovou loučku | [ 5 ] [ 6 ] [ 7 ]    |
| Královopolský |                    | Kategorie „Cemetery in Brno-Královo Pole“ na Wikimedia Commons | Královo Pole, ul. Myslínova | 49°14′7″ s. š., 16°35′44″ v. d.  | 1888         | 15 186                   | 2067              | 7899                   | —                    | —                 | | [ 8 ] [ 9 ] [ 10 ]   |
| Líšeňský      |                    |                                                                | Líšeň, ul. Šimáčkova        | 49°13′6″ s. š., 16°42′13″ v. d.  | 1958         | 29 418                   | 1677              | 4525                   | —                    | —                 | rozšířen 2018, má Údolí vzpomínek | [ 13 ] [ 14 ] [ 15 ] |
| Řečkovický    |                    |                                                                | Řečkovice, ul. Úlehle       | 49°15′17″ s. š., 16°34′58″ v. d. | 1866         | 22 916                   | 2600              | 8248                   | —                    | —                 | | [ 16 ] [ 17 ] [ 18 ] |
| Slatinský     |                    |                                                                | Slatina, ul. Matlachova     | 49°10′37″ s. š., 16°41′32″ v. d. | 1872         | 7622                     | 685               | 1997                   | —                    | —                 | rozšířen 2018 | [ 20 ] [ 21 ] [ 22 ] |
| Soběšický     |                    |                                                                | Soběšice, ul. Mokrohorská   | 49°15′42″ s. š., 16°37′8″ v. d.  | 1876         | 3622                     | 366               | 1355                   | —                    | —                 | jediný brněnský hřbitov v lese, rozšířen 2021 o tzv. lesní hřbitov | [ 25 ] [ 26 ] [ 27 ] |
| Tuřanský      | Tuřanský hřbitov   | Kategorie „Cemetery in Tuřany (Brno)“ na Wikimedia Commons     | Tuřany, ul. Dvorecká        | 49°8′52″ s. š., 16°40′13″ v. d.  | 1831         | 12 851                   | 1451              | 4543                   | —                    | —                 | nejstarší fungující hřbitov v Brně, na hřbitově stojí kaple Zmrtvýchvstání Páně z let 1866–1868 | [ 28 ] [ 29 ] [ 30 ] |
| Ústřední      | Ústřední hřbitov   | Kategorie „Ústřední hřbitov v Brně“ na Wikimedia Commons       | Štýřice, ul. Vídeňská       | 49°10′11″ s. š., 16°35′41″ v. d. | 1883         | 433 284                  | 35 225            | 113 375                | 23 342               | 2826              | hlavní brněnský hřbitov, rozlohou druhý největší v Česku má rozptylové loučky, loučku vsypu, krematorium (1926–1969), obřadní síň (1925–1926), čestné vojenské pohřebiště, vojenské sekce, čestný kruh a čestnou alej | [ 31 ] [ 32 ] [ 33 ] |
| Žebětínský    | Žebětínský hřbitov | Kategorie „Cemetery in Brno-Žebětín“ na Wikimedia Commons      | Žebětín, ul. Dlážděná       | 49°12′14″ s. š., 16°29′12″ v. d. | 1870         | 11 504                   | 850               | 2116                   | —                    | —                 | | [ 34 ] [ 35 ] [ 36 ] |
| Židenický     | Židenický hřbitov  | Kategorie „Cemetery in Židenice“ na Wikimedia Commons          | Židenice, ul. Komprdova     | 49°12′17″ s. š., 16°38′51″ v. d. | 1886         | 82 110                   | 7388              | 27 257                 | —                    | —                 | má obřadní síň (1977–1985), rozdělen ulicí Údolíček na dvě části | [ 37 ] [ 38 ] [ 39 ] |
| Židovský      | Židovský hřbitov   | Kategorie „Jewish cemetery in Brno“ na Wikimedia Commons       | Židenice, ul. Nezamyslova   | 49°11′30″ s. š., 16°38′38″ v. d. | 1852         | 29 537                   | c. 11 000         | c. 11 500              | —                    | —                 | neveřejné pohřebiště, rozlohou největší židovský hřbitov na Moravě má obřadní síň (1900), památník holokaustu a vojenskou sekci                                                                                       | [ 40 ] [ 41 ] [ 42 ] |

V tabulce jsou uvedena pouze rozšíření z posledních let.
Hrobových míst na Ústředním hřbitově bylo v roce 2010 asi 80 000 (hrobů 35 225). Ostatní počty uvedené u Ústředního hřbitova pochází z databáze, reálný počet pochovaných ale dosahoval až 400 tisíc, počet rozptylů asi 45 tisíc a počet vsypů asi 4 tisíce.

### Vojenské hroby
Na území města Brna se také nachází pět samostatných vojenských pohřebišť, kde jsou, zčásti v hromadných hrobech, pochováni příslušníci Rudé armády, kteří zemřeli v Brně a okolí při vojenských operacích na konci druhé světové války. Tato místa jsou chráněna Ženevskými úmluvami, česko-ruskou mezivládní dohodou z roku 1999 o vzájemném udržování válečných hrobů a zákonem č. 122/2004 Sb. o válečných hrobech a pietních místech. Původně se jednalo o improvizovaná pohřebiště, kam byli v roce 1945 ukládáni mrtví sovětští vojáci, a tato místa byla později upravena na pietní parky s pomníky. V řečkovickém hrobě byly vedle sovětských vojáků umístěny ostatky i patnácti příslušníků rumunské královské armády.
| Umístění                      | Snímek                | Galerie                                                               | Poloha                           | Počet pochovaných | Poznámky                                         | Zdroje        |
| ----------------------------- | --------------------- | --------------------------------------------------------------------- | -------------------------------- | ----------------- | ------------------------------------------------ | ------------- |
| Jundrov, ul. Gellnerova       | Pomník v Jundrově     | Kategorie „World Wars memorial in Jundrov“ na Wikimedia Commons       | 49°12′27″ s. š., 16°33′16″ v. d. | 5                 | součást pomníku padlých v obou světových válkách | [ 44 ] [ 45 ] |
| Komín, ul. Ruský vrch         | Pomník v Komíně       | Kategorie „Red Army Memorial, Brno-Komín“ na Wikimedia Commons        | 49°13′10″ s. š., 16°33′8″ v. d.  | 144               |                                                  | [ 46 ]        |
| Královo Pole, ul. Božetěchova | Pomník v Králově Poli | Kategorie „Red Army Memorial, Brno-Královo Pole“ na Wikimedia Commons | 49°13′39″ s. š., 16°35′45″ v. d. | 326               |                                                  | [ 47 ] [ 48 ] |
| Pisárky, ul. Pisárecká        | Pomník v Pisárkách    | Kategorie „Red Army Memorial, Brno-Pisárky“ na Wikimedia Commons      | 49°11′7″ s. š., 16°33′55″ v. d.  | 52                | včetně pomníku padlých ve druhé světové válce    | [ 49 ] [ 50 ] |
| Řečkovice, ul. Kárníkova      | Pomník v Řečkovicích  | Kategorie „World War II memorial in Řečkovice“ na Wikimedia Commons   | 49°15′9″ s. š., 16°34′56″ v. d.  | 106               |                                                  | [ 51 ] [ 52 ] |